# Georges Vigneron d'Heucqueville
 (juillet 2017).
Si vous disposez d'ouvrages ou d'articles de référence ou si vous connaissez des sites web de qualité traitant du thème abordé ici, merci de compléter l'article en donnant les références utiles à sa vérifiabilité et en les liant à la section « Notes et références ».
Pour les articles homonymes, voir Heuqueville.
Georges Vigneron d'Heucqueville, né le 12 décembre 1908 à Paris et mort le 4 novembre 1994 dans la même ville, est un médecin aliéniste français.

## Biographie
Georges Vigneron d'Heucqueville est le fils de Raoul Vigneron d'Heucqueville (1879-1959), médecin à Paris, chevalier de la Légion d'honneur , le neveu de Charles d'Heucqueville (1871-1935), président au Tribunal civil de la Seine, collectionneur d'art et président-fondateur de la Fondation d'Heucqueville, et le petit-neveu du sénateur Émile Monsservin,. 
Après avoir été reçu en tant que docteur en médecine, il devient médecin-chef des Asiles publics.
Il succède à son oncle à la tête de la Fondation d'Heucqueville, œuvre privée d'adoption d'enfants abandonnés, situé au 81 à 85 du boulevard de Montmorency dans le 16e arrondissement de Paris. Cette importante établissement de l'époque, situé au 81 à 85 du boulevard de Montmorency dans le 16e arrondissement de Paris, sera reconnu d'utilité publique dès 1935 avec son Centre d'études. Le président Georges Pompidou et son épouse Claude Pompidou y ont adopté leur fils Alain Pompidou.
Georges d'Heucqueville assure également les fonctions de médecin légiste à l'université de Paris, ainsi que celle d'expert près des tribunaux. Il est le médecin attaché à l'Institut médical des Frères de Saint-Jean-de-Dieu, à Lavilletertre
Il est le directeur général et rédacteur en chef des Archives de neurologie.

## Travaux
Dans un article publié en 1933, il s’oppose à la législation allemande en matière de stérilisation, qu’il estime dominée par une « mystique de la race ».

### Publications
- L'élevage en commun des nourrissons : les pouponnières  (préf. Dr Victor Wallich), Paris, 1922.
- Traitement des grands syndromes d'excitation nerveuse par les nouveaux alcaloïdes hypotoxiques de Polonovski, 1931.
- Le Profil de développement dans la pratique de la neuropsychiatrie infantile, 1933.
- La thérapeutique intensive appliquée dans un internat aux enfants insuffisants, 1934.
- Prophylaxie de l'alcoolisme acquis et héréditaire, 1943.
- La Mesure de la dégénérescence, 1943.
- Plus d'enfants dégénérés, Hachette, 1943.
- Né sans famille, Paris, Hachette, 1945.
- Souvenirs de médecin-légiste, Paris, Peyronnet, 1946.